# The Bells (film 1926)
The Bells è un film del 1926, diretto da James Young.

## Trama
Anno 1868. Mathias è il proprietario di un bar e di altre attività imprenditoriali nel villaggio pedemontano (immaginario) di Alsatia, e vuole diventare sindaco ("borgomastro"): per questo motivo egli cerca di ingraziarsi la benevolenza dei notabili locali offrendo loro spesso e volentieri da bere nel proprio locale, o cedendo loro a credito (che il più delle volte non viene esatto) la farina del proprio mulino – il tutto con la contrarietà della moglie Catharina. Mathias è nello stesso tempo – e anche proprio per la sua improvvida gestione degli affari – fortemente indebitato col concittadino Jerome Frantz, che, se alla scadenza stabilita non avrà ricevuto quanto dovuto pignorerà il bar. Frantz propone a Mathias di annullare il debito se solo gli concederà la mano della figlia Annette, che però sta iniziando una storia d'amore con il neo-nominato gendarme del paese, Christian. Mathias rifiuta sdegnosamente.
Alla fiera del paese Mathias viene convinto da una chiromante a farsi leggere il futuro: la donna, dopo aver esaminato le linee della mano di lui, si ritrae inorridita e rifiuta anche il compenso. Nella stessa occasione Mathias incontra l'inquietante figura di un illusionista, detto "il mesmerista".
Sotto Natale, vari clienti sono radunati, la sera, nel bar di Mathias, mentre, di fuori, una tormenta di neve sta imperversando: improvvisamente fa il suo ingresso un figuro barbuto, che saluta gli attoniti astanti con la frase "La pace sia con voi!". Dice di essere Baruch Koweski, un mercante di Varsavia, e vuole prendere riparo per qualche tempo nella locanda prima di riprendere, in carrozza, il suo viaggio notturno. Gli altri avventori, alla spicciolata, lasciano il locale. Solo Mathias e Baruch Koweski vi si trattengono, bevendo pregiati vini. Mathias nota la sacca che il mercante reca legata alla cintura: è piena di monete d'oro sonante. Quando Baruch si accommiata, Mathias, armatosi di un'ascia, lo segue, lo uccide e gli ruba il denaro. Prima di morire Baruch agita davanti a Mathias i sonagli dei cavalli.
Il giorno dopo Mathias non solo paga agevolmente il suo debito verso Frantz, ma avanza tanto del denaro rubato da considerarsi, a buona ragione, ricco. L'omicidio viene scoperto: solo, il cadavere è sparito. Di lui rimangono solo pochi capi d'abbigliamento e i campanellini dei cavalli. Christian si sta occupando del caso: egli ipotizza che il corpo sia stato incenerito in una calcara, e Mathias, in paese, è anche proprietario di alcune fornaci siffatte. Nello stesso tempo Christian chiede a (ed ottiene da) Mathias la mano della figlia Annette.
Mathias è eletto borgomastro. Ma nello stesso tempo i suoi rimorsi di coscienza lo sopraffanno, ed egli comincia a essere vittima di allucinazioni. Un altro figuro barbuto si presenta ad Alsatia, salutando con la frase "La pace sia con voi!". È Jethro Koweski, il fratello di Baruch, che ha saputo dell'assassinio del fratello: egli offre una sontuosa taglia a chi lo aiuterà a identificare l'omicida; e si fa aiutare dal mesmerista.
Annette e Christian si sposano. Durante la susseguente festa Mathias si apparta. Le campane della chiesa gli sembrano suonare come le campanelle agitate dalla sua vittima. Si addormenta e sogna di essere portato a giudizio per il suo misfatto: l'accusatore è Jerome Frantz, e il mesmerista lo ipnotizza inducendolo a confessare pubblicamente il proprio delitto, e ad ammettere di aver egli stesso incenerito il cadavere di Baruch in una delle sue fornaci. Mathias ha un bel accusare il mesmerista di stregoneria: viene condannato a morte senza appello. Quando si sveglia è visitato dal fantasma di Baruch, che lo saluta: "La pace sia con voi!". Mathias si accascia, morto.

## Produzione
Il film è basato sul lavoro teatrale del 1867 Le Juif Polonais ("L'ebreo polacco") di Alexandre Chatrian e Emile Erckmann. L'opera è stata tradotta in inglese nel 1871 da Leopold Lewis, ed è stata rinominata The Bells. Il lavoro è stato portato sui palcoscenici americani da Sir Henry Irving. Da Le Juif Polonais è stata tratta anche l'opera lirica omonima in tre atti di Camille Erlanger, su libretto di Henri Cain .
L'opera teatrale è stata fatta oggetto di diversi adattamenti cinematografici: un film australiano del 1911 diretto da W. J. Lincoln, una produzione statunitense del 1913 a regia di Oscar Apfel, un film americano del 1918 diretto da Ernest C. Warde, tutti col titolo The Bells. Sono seguite una produzione belga/britannica (Le juif polonais) del 1925 di Harry Southwell, e il film britannico del 1931 The Bells, con Donald Calthrop nella parte di Mathias. Harry Southwell ha girato nel 1935 in Australia un remake del suo proprio film precedente, con il titolo The Burgomeister.
La pellicola, per l'uscita statunitense, consisteva in 7 rulli per una lunghezza totale di 1920 metri.
Una copia della pellicola (positiva, formato 16 mm) è preservata presso la EmGee Film Library; è attestata anche l'esistenza di una copia positiva 35 mm, e di altre copie in collezioni private.
Spezzoni di The Bells (1926) sono stati utilizzati nei cortometraggi The Mesmerist (2003) e Light Is Calling (2004) di Bill Morrison.

## Distribuzione
Il film è stato distribuito negli Stati Uniti dalla Chadwick Pictures. La data di uscita, a seconda delle fonti, è indicata come il 30 luglio o il 15 settembre del 1926.
The Bells è stato edito in DVD nel 2000 dalla Film Preservation Associates (masterizzato da una pellicola formato 35 mm, con toning seppia), dotato di una colonna sonora di Eric Beheim, e nel 2008 dalla Alpha Video (ottenuto da un VHS), con colonna sonora di Paul David Bergel; in entrambi i casi le didascalie sono inglesi e non esistono sottotitoli. Precedenti edizioni in VHS sono state realizzate dalla Grapevine Video e dalla Video Yesterday.

## Accoglienza
Sul Film Daily del 31 ottobre 1926 possiamo leggere: "Interessante per gli ammiratori di Barrymore. Contiene alcune situazioni drammatiche di sicuro effetto, ma è di passo un po' lento. Barrymore padroneggia splendidamente un ruolo difficile, ottenendo il meglio dai molti momenti tesi e drammatici che il film presenta. (…) Egli è veramente la figura centrale dell'intera produzione. (…) La storia è un poco pesante, e probabilmente eccessivamente morbosa per il pubblico generale. (…) James Young: regia interessante, ma sarebbe servito uno sviluppo migliore della trama."